# 馬澤帕鎮區 (明尼蘇達州瓦巴沙縣)
馬澤帕鎮區（英語：Mazeppa Township）是位於美國明尼蘇達州瓦巴沙縣的一個行政鎮區。

## 地方資料
馬澤帕鎮區的面積為57.10平方千米，當中陸地面積為55.80平方千米，而水域面積為1.30平方千米。根據2020年美國人口普查的數據，當地共有人口646人，而人口密度為每平方千米11.31人。